# Skuteczni
Skuteczni Piotra Liroya-Marca (Skuteczni) – polskie ugrupowanie polityczne założone przez Piotra Liroya-Marca w 2017. Do 2019 Skuteczni funkcjonowali jedynie jako stowarzyszenie, jako partia polityczna zostali zarejestrowani w 2019.

## Historia
Stowarzyszenie Skuteczni zostało założone w lutym 2017 przez Piotra Liroya-Marca, ówczesnego posła klubu Kukiz’15 (po opuszczeniu przez niego stowarzyszenia związanego z ruchem). Poseł w czerwcu tego samego roku został wykluczony z klubu. Podczas wyborów samorządowych w 2018 Skuteczni współtworzyli z partią KORWiN (posługującą się wówczas nazwą Wolność) KWW Wolność w Samorządzie, z ramienia którego Piotr Liroy-Marzec kandydował na prezydenta Kielc, uzyskując wynik 16% głosów i zajmując 3. miejsce w wyborach. Na burmistrza Opatowa został wybrany wiceprezes Skutecznych, Grzegorz Gajewski (startujący z KW Stowarzyszenie Region Świętokrzyski). 22 listopada 2018 Piotr Liroy-Marzec wspólnie z posłami Jackiem Wilkiem i Jakubem Kuleszą (wybranymi z list Kukiz’15, reprezentującymi KORWiN/Wolność) współtworzył sejmowe koło Wolność i Skuteczni (którego został przewodniczącym). W styczniu Skuteczni dołączyli do porozumienia wyborczego na eurowybory w maju 2019, tworzonego przez KORWiN, Ruch Narodowy i mniejsze środowiska. W lutym przyjęło ono nazwę Konfederacja KORWiN Braun Liroy Narodowcy. W marcu 2019 koło poselskie Wolność i Skuteczni przekształciło się w koło poselskie Konfederacja (którego przewodniczącym został Jacek Wilk). W wyborach do Parlamentu Europejskiego, Piotr Liroy-Marzec otwierał listę wyborczą Konfederacji w okręgu wielkopolskim, jednak komitet nie uzyskał mandatów.
15 kwietnia 2019 zarejestrowano partię pod nazwą Skuteczni Piotra Liroya-Marca. W czerwcu, wraz z Federacją dla Rzeczypospolitej kierowaną przez posła Marka Jakubiaka, Skuteczni ogłosili opuszczenie Konfederacji i powołanie wspólnej partii Federacja Jakubiak-Liroy, do której powstania ostatecznie nie doszło. 9 sierpnia Piotr Liroy-Marzec współtworzył wraz z Jerzym Jachnikiem i Januszem Sanockim koło poselskie Przywrócić Prawo. W wyborach parlamentarnych w 2019 Skuteczni wystartowali samodzielnie. Start z ich list zapowiedzieli m.in. dotychczasowi działacze Kukiz’15, KORWiN i Zgody, a także Partia Kierowców (która ostatecznie związała się jednak ponownie z Konfederacją). Skuteczni zarejestrowali listy do Sejmu w pięciu okręgach: radomskim, rzeszowskim, białostockim, kieleckim i olsztyńskim. Wśród kandydatów znaleźli się m.in. lider ugrupowania Piotr Liroy-Marzec (lider listy kieleckiej), Paweł Abramski (lider listy olsztyńskiej, na której znalazł się z grupą innych działaczy związanych z partią Wolni i Solidarni – były poseł KLD i senator AWS), Andrzej Szlęzak (lider listy rzeszowskiej, należący do PSL radny wojewódzki Koalicji Obywatelskiej, były prezydent Stalowej Woli), Paweł Połanecki (w okręgu kieleckim, jeden z liderów Jedności Narodu) czy Rafał Kosno (w okręgu białostockim, aktywista ekologiczny i założyciel Federacji Zielonych). KW Skuteczni uzyskał w wyborach do Sejmu ok. 19 tys. głosów, co przełożyło się na 0,1% głosów w skali kraju.
W wyborach samorządowych w 2024 Piotr Liroy-Marzec otwierał gdańską listę komitetu Samorządne Pomorze (związanego z Ogólnopolską Koalicją Samorządową) do sejmiku pomorskiego, komitet nie uzyskał mandatów. Wiceszef stowarzyszenia Skuteczni Grzegorz Gajewski (ponownie startujący z ramienia stowarzyszenia SRŚ) uzyskał reelekcję w wyborach na burmistrza Opatowa.

## Program
Partia Skuteczni przyjęła na wybory parlamentarne w 2019 następujące postulaty programowe:
- wprowadzenie możliwości indywidualnego startu w wyborach do Sejmu
- wprowadzenie obligatoryjności referendów krajowych i lokalnych bez progu frekwencyjnego
- podwyższenie kwoty wolnej od podatku do poziomu dwunastokrotności minimalnego miesięcznego wynagrodzenia
- wprowadzenie możliwości głosowania elektronicznego w wyborach
- wprowadzenie instytucji sędziego pokoju
- wprowadzenie powszechnych wyborów do Krajowej Rady Sądownictwa
- utrzymanie złotego jako polskiej waluty
- utrzymanie nadrzędności Konstytucji RP nad prawem unijnym
- sprzeciw wobec powołania europejskiej armii